# Corredor Biològic Mundial
El Corredor Biològic Mundial és una iniciativa que sorgeix el 21 de desembre del 2012 des de l'ONG Un bosque para el planeta tierra. El projecte i l'ONG es creen per cercar una solució global a l'exposició al perill d'extinció de milers d'espècies de fauna i flora, en paral·lel a la pèrdua progressiva d'hàbitats naturals terrestres i marins de gran valor ecològic a tot el planeta.
Amb aquesta iniciativa s'intenta aconseguir un corredor biològic d'abast mundial, que uneixi entre sí totes les àrees naturals del planeta, i pretén cercar una solució de tipus global.
Davant l'avanç imparable del canvi climàtic causant de greus conseqüències per a les poblacions humanes, s'ha creat el Comitè Internacional del Corredor Biològic Mundial, com a última esperança, amb l'objectiu de lluitar en tots els fronts nacionals i internacionals per la protecció i conservació de la naturalesa, buscant sinergies en tots els continents i organismes oficials i civils, per posar en valor la conservació del medi ambient i la protecció de la seva biodiversitat en tots els ecosistemes de la Terra. El Corredor Biològic Mundial ha estat promogut i està coordinat per quatre Associacions altruistes en defensa de la natura: 'Un bosc per al planeta Terra', 'Projecte Gran Simi Espanya', 'Reserva del Bisó europeu San Cebrian de Muda' i 'Orangutan Foundation International'. Destacades personalitats del medi ambient, investigadors, catedràtics de diferents especialitats, líders indígenes, biòlegs, zoòlegs, arqueòlegs, antropòlegs, geòlegs, paleontòlegs, diplomàtics i ecologistes dels 5 continents s'han unit en aquest Comitè Internacional per crear un Corredor Biològic Mundial, creant un espai de trobada, sinergies, aliances, idees i projectes per diferents parts de la planeta que puguin desenvolupar avenços significatius en l'ampliació del corredor biològic mundial.